# Benigno Fitial
Benigno Repeki Fitial (født 27. november 1945 i Saipan) er en amerikansk politiker og partistifter, samt den 7. guvernør for Nordmarianerne. Han er medlem af det Republikanske parti.

## Politisk karriere
Fitial har været formand for det Republikanske parti i Nordmarianerne. Han forlod i 2001 republikanerne og stiftede i stedet sit eget parti, Covenant Party.
Benigno Fitial blev i 2003 valgt ind i Repræsentanternes Hus på Nordmarianerne, og blev efterfølgende udpeget som Speaker for huset.

## Guvernør
Fitial er den syvende guvernør i Nordmarianerne. Han besejrede med 3.809 af de 13.517 afgivne stemmer, den uafhængige kandidat Heinz Hofschneider (3.710) og den siddende republikanske guvernør Juan Babauta (3.610) ved guvernørvalget i 2005. Benigno Fitial og hans viceguvernørkandidat Timothy P. Villagomez blev taget i ed den 9. januar 2006.
I 2010 meddelte Fitial at han ville sammenlægge Covenant Party med det Republikanske parti, og fra 1. januar 2011 blev Benigno Fitial igen medlem af det parti han forlod 10 år før.